# Bremer Logenhaus

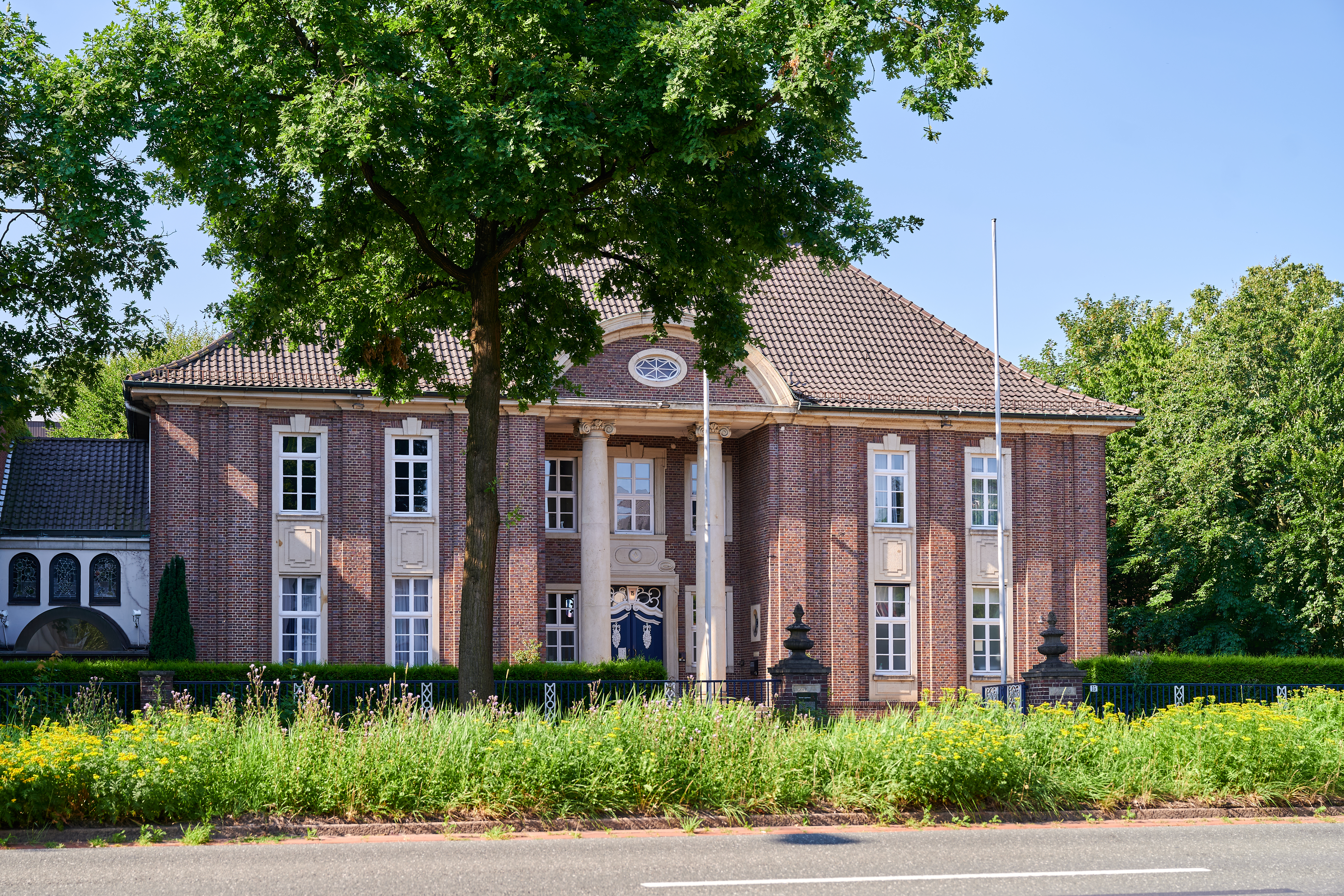

Das Bremer Logenhaus in Bremen-Schwachhausen, Ortsteil Gete, Kurfürstenallee 15, ist eine ehemalige Villa. Sie steht unter Denkmalschutz.

## Geschichte
Die zweigeschossige, rotsteinsichtige, siebenachsige Villa mit einem Walmdach entstand als Wohnhaus von 1920 bis 1922 nach Plänen von Regierungsbaumeister a. D. und Architekt Carl Krahn für den Kaufmann Gustav Adolf Dowald (1869–1930).
Noch im Stil des Historismus fanden bei der Gestaltung viele klassizistischen Elemente Verwendung wie u. a. die ionischen Säulen des zweigeschossigen Portikus, oder auch neubarocke Teile wie die Eingangstür.
1948 stellte Helene Emma (Emmy) Dowald (1873–1963), die Witwe des ehemaligen Hansa-Bruders Dowald, ihre Villa allen Bremer Logen zu einem niedrigen Mietpreis zur Verfügung und räumte ihnen ein Vorkaufsrecht ein. Es kam zum Kauf und die fünf Bremer Logen Friedrich Wilhelm zur Eintracht (Nr. 436), Zur Hansa (Nr. 470), Herder (Nr. 542), Zum silbernen Schlüssel (Nr. 638) und Anschar zur Brüderlichkeit (Nr. 662) sind noch heute (2022) zu gleichen Teilen Träger des Bremer Logenhaus Vereins.
Von 1973 bis 1975 erfolgten umfangreiche Sanierungen sowie ein Erweiterungsbau als zweigeschossiges Tempelgebäude mit Walmdach nach Plänen von Paul Stüve und Alfred Lange in Rotstein sowie in Sichtbeton.

## Denkmalschutz
Das Gebäude wurde 1993 als Bremer Kulturdenkmal unter Denkmalschutz gestellt.